# Iglesia de San Pedro y San Pablo (Estambul)
La Iglesia de San Pedro y San Pablo (en turco: Sen Pier ve Sen Paul Kilisesi) es una iglesia católica en Estambul, importante por razones históricas. La iglesia posee un icono de la Virgen del tipo Hodegetria, que se encontraba originalmente en una iglesia Dominica en Caffa, en la actual Crimea. El edificio actual data del siglo XIX (1841-1843) con la reconstrucción realizada por los hermanos Fossati. 
La iglesia se encuentra en el barrio Karaköy (antigua Galata) del distrito de Beyoglu, Estambul, Turquía. Su dirección es Galata Kulesi Sokak 44, Kuledibi.
En 1660 la iglesia y el monasterio sufrieron un incendio, que los llevó a la destrucción casi total (excepto por el icono que pudo ser rescatado), de acuerdo con la ley de la tierra fue devuelta al Gobierno otomano.
El complejo se quemó otra vez durante el gran incendio de Galata en 1731, y fue reconstruido con madera. Entre 1841 1843, los hermanos suizo-italianos Gaspare y Giuseppe Fossati erigieron el edificio actual. 